# Kamienica Karola Mintera w Warszawie
Kamienica Karola Mintera – zabytkowa kamienica znajdująca się na warszawskiej Pradze-Północ przy ul. Sierakowskiego 4 róg ul. Okrzei.

## Historia

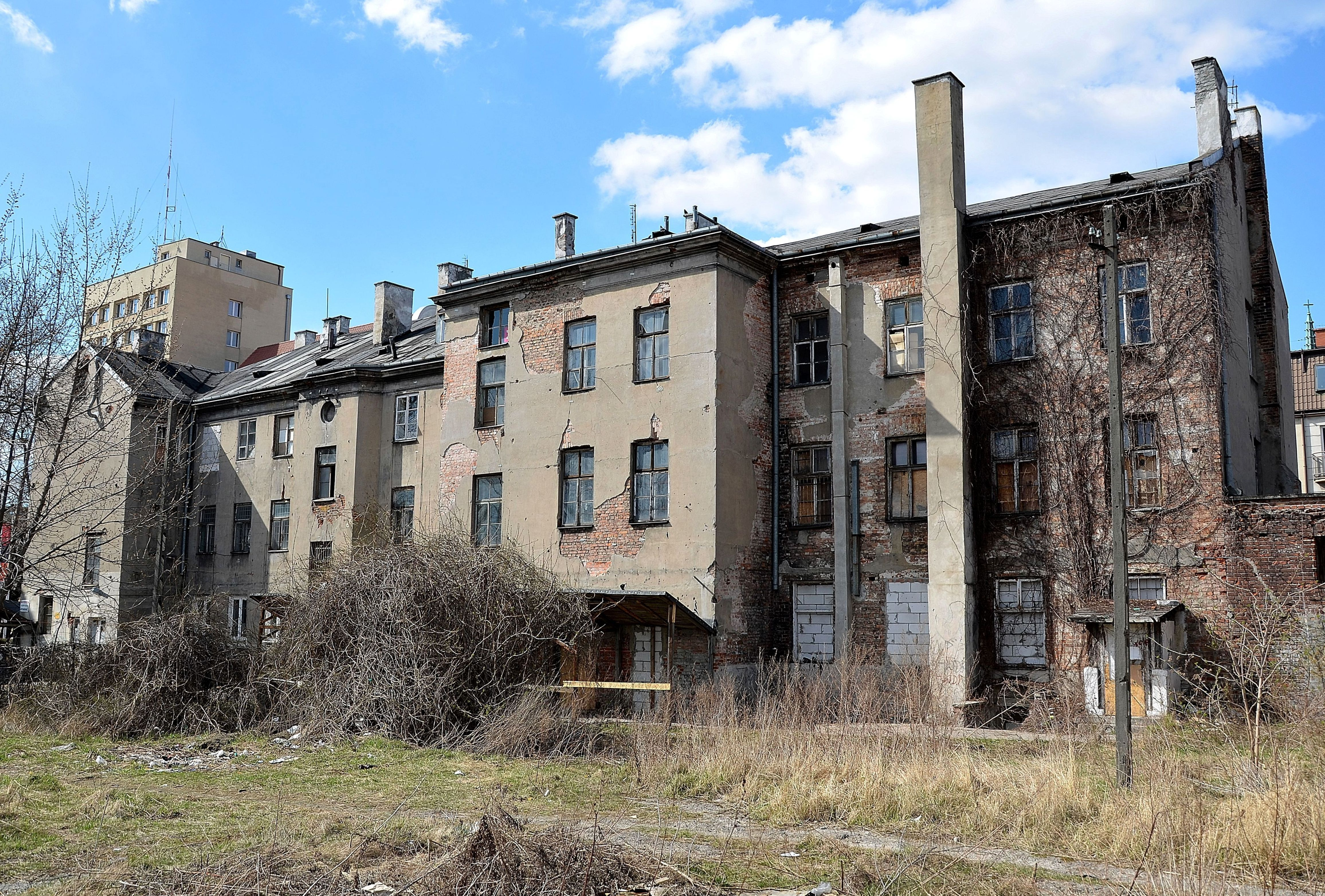
Kamienica Karola Mintera, elewacja tylna (2012)

Historię budynku odkrył i opisał varsavianista Janusz Sujecki, na podstawie drzeworytu Józefa Holewińskiego opublikowanego w 1869 roku w czasopiśmie „Kłosy”. Został on wykonany na podstawie obrazu Juliusza Kossaka, przedstawiającego koński targ, w którego tle widać kamienicę Mintera.
W latach 1885–1905 w wynajmowanej części budynku mieściło się VII Rządowe Gimnazjum Męskie, które następnie przeniosło się do nowo wybudowanego gmachu na rogu obecnych ulic Jagiellońskiej i alei „Solidarności”, gdzie funkcjonuje obecnie jako VIII Liceum Ogólnokształcące im. Władysława IV. W latach 1891–1897 jednym z uczniów VII Gimnazjum był Janusz Korczak, co upamiętnia głaz z inskrypcją odsłonięty w 1985 na terenie obecnej siedziby szkoły (od strony al. „Solidarności”). 
Nad oknem znajdującym się na pierwszym piętrze rogu kamienicy, do dziś zachował się oryginalny dzwonek, pochodzący z czasów gdy w budynku mieściła się szkoła. Przed 1897 rokiem część budynku znajdująca się od strony ulicy Okrzei została powiększona. 
W 1910 roku budynek sprzedano Warszawskiemu Towarzystwu Fabryk Wyrobów Metalowych i Emaliowanych „Wulkan”. W 1924 Urząd Miasta odkupił część nieruchomości, a od 1942 był jedynym właścicielem całej kamienicy. 
Po 1945 w budynku mieściły się mieszkania komunalne, a w połowie lat 90. miasto przekazało go wraz z terenem Portu Praskiego spółce Elektrim w zamian za sfinansowanie przez nią budowy mostu Świętokrzyskiego.
Zachowała się oryginalna elewacja budynku, która nie została skuta w okresie PRL. W 2011 kamienica została wpisana do rejestru zabytków.
Od 2006 właścicielem budynku jest spółka Port Praski. W kamienicy, połączonej z dobudowanym na jej tyłach sześciopiętrowym budynkiem, ma powstać czterogwiazdkowy hotel. Prace rozpoczęły się w 2019.